# Геркулесовы пещеры
Геркулесовы пещеры (араб. مغارة هرقل‎) — пещера в области Танжер-Тетуан, Марокко.

## Описание
Известняковые карстовые Геркулесовы пещеры расположены в 14 километрах к западу от крупного города Танжера на мысе Спартель близ летнего дворца короля Марокко; являются известной туристической достопримечательностью страны, посещение пещер стоит пять дирхамов (в 2015 году). Близ пещеры выстроена гостиница, к ней ведёт хорошая автомобильная дорога, обустроен пляж, есть несколько кафе. У Геркулесовых пещер имеется два выхода: с суши и со стороны моря, существует гипотеза, что последний был создан финикийцами. Интересно, что морской выход напоминает по форме африканский континент, поэтому пещера также зовётся «Пещера Африки». Геркулесовы пещеры, изначально естественные, были значительно расширены берберами, которые откалывали каменные «колёса» от её стен для создания жерновов, чтобы давить на масло в изобилии растущие в этих местах оливки.
Краткая история
- 6—7-е тысячелетие до нашей эры — в пещере живут люди времён неолита
- 1878 год — пещера «открыта заново»
- 1900-е годы — пещера использовалась как публичный дом[2]
- 1920 год — пещера открыта для свободного посещения
- 1952 год — пещера внесена в список Национального наследия
- 1982 год — пещера освещена электричеством
- 23 октября 1995 года — британская рок-группа Def Leppard отыграла в пещере концерт[5]. В те же сутки она дала по концерту в Лондоне и Ванкувере — таким образом, Def Leppard стали первой рок-группой в мире, отыгравшей три концерта на трёх континентах за одни сутки, что было внесено в Книгу рекордов Гиннесса.
- 20 декабря 2003 — январь 2004 — пещера закрыта в связи с камнепадом, вызванным стройкой неподалёку[1]
- сентябрь 2013 — сентябрь 2015 — пещера закрыта в связи с реконструкцией

## Легенды
Долгое время пещера считалась «бездонной». Существовала легенда, что через эту пещеру можно пройти под Гибралтарским проливом и выйти в Пещеру Святого Михаила на Гибралтарской скале, проделав путь более чем в 24 километра. По легенде, именно так маготы попали из Африки в Гибралтар.
Другая легенда гласит, что своё название Геркулесовы пещеры получили в честь того, что здесь на отдых останавливался Геракл перед тем, как совершить свой одиннадцатый подвиг — похитить золотые яблоки из сада Гесперид, который располагался, возможно, в Ликсусе.